# Again (EP của T-ara)
Again là mini album thứ 5 (trên nhãn ghi là 8th) của nhóm nhạc nữ Hàn Quốc T-ARA, được phát hành vào ngày 10 tháng 10 năm 2013 bởi Core Contents Media. Album không có sự tham gia của thành viên thứ 8: Areum. Đây cũng là lần đầu tiên kể từ khi ra mắt, họ phát hành một album gồm 6 thành viên như ban đầu.

## Thông tin
Vào ngày 15 tháng 9, Core Contents Media thông báo T-ARA sẽ trở lại ngày 10 tháng 10 năm 2013.
Ngày 6 tháng 10, T-ara quyết định quảng bá 2 bài hát cho mini album này: "Number Nine" và "I Know the Feeling". "I Know the Feeling" là một bài hát buồn với giai điệu cuốn hút và lời bài hát chân thành. Cả hai video âm nhạc "Number Nine" và "I Know the Feeling" được phát hành vào ngày 10 tháng 10, cùng với việc phát hành album kỹ thuật số.
Ngay sau khi phát hành, "Number Nine" đạt vị trí số một trên nhiều bảng xếp hạng thời gian thực.
Một phiên bản làm lại "Again 1977" được phát hành vào ngày 2 tháng 12, có 2 bài hát mới: "1977Do You Know Me" và "What Should I Do" - một phiên bản làm lại của bản hit "What Should I do" (1977 - Sand Pebbles).
Một phiên bản làm lại khác "T-ARA Winter" có 2 bài hát giáng sinh: "Hide & Seek" và "Hide & Seek (Winter Ver.)" được tải về kỹ thuật số từ ngày 14 tháng 12.

## Danh sách bài hát
| Tracklist        | Tracklist                            | Tracklist                       | Tracklist                       | Tracklist  |
| STT              | Nhan đề                              | Phổ lời                         | Phổ nhạc                        | Thời lượng |
| ---------------- | ------------------------------------ | ------------------------------- | ------------------------------- | ---------- |
| 1.               | "Number Nine" (넘버나인)             | Shinsadong Tiger, Choi Gyu Sung | Shinsadong Tiger, Choi Gyu Sung | 3:48       |
| 2.               | "Because I Know" (느낌 아니까)       | Baek Hyun Jung, Baek Deok Sang  | Baek Hyun Jung, Baek Deok Sang  | 3:20       |
| 3.               | "Hurt" (아파)                        | Kim Hee Sun                     | Baek Deok Sang                  | 3:24       |
| 4.               | "Don't Get Married" (결혼 하지마)    | Duble Sidekick                  | Duble Sidekick                  | 3:41       |
| 5.               | "Number Nine (Club Ver.)" (넘버나인) | Shinsadong Tiger, Choi Gyu Sung | Shinsadong Tiger, Choi Gyu Sung | 3:46       |
| Tổng thời lượng: | Tổng thời lượng:                     | Tổng thời lượng:                | Tổng thời lượng:                | 18:05      |

### Again 1977
| Tracklist        | Tracklist                              | Tracklist                    | Tracklist                    | Tracklist  |
| STT              | Nhan đề                                | Phổ lời                      | Phổ nhạc                     | Thời lượng |
| ---------------- | -------------------------------------- | ---------------------------- | ---------------------------- | ---------- |
| 1.               | "1977 Do You Know Me" (1977 기억 안나) | Shinsadong Tiger, Polar Bear | Shinsadong Tiger, Polar Bear | 2:36       |
| 2.               | "Do You Know Me" (나 어떡해)           | Shinsadong Tiger, Polar Bear | Shinsadong Tiger, Polar Bear | 3:42       |
| Tổng thời lượng: | Tổng thời lượng:                       | Tổng thời lượng:             | Tổng thời lượng:             | 7:20       |

### White Winter
| Tracklist        | Tracklist                              | Tracklist                      | Tracklist                      | Tracklist  |
| STT              | Nhan đề                                | Phổ lời                        | Phổ nhạc                       | Thời lượng |
| ---------------- | -------------------------------------- | ------------------------------ | ------------------------------ | ---------- |
| 1.               | "Hide & Seek" (숨바꼭질)               | Baek Deok Sang, Baek Hyun Jung | Baek Deok Sang, Baek Hyụn Jung | 3:46       |
| 2.               | "Hide & Seek (Winter Ver.)" (숨바꼭질) | Baek Deok Sang, Baek Hyun Jung | Baek Deok Sang, Baek Hyun Jung | 3:47       |
| Tổng thời lượng: | Tổng thời lượng:                       | Tổng thời lượng:               | Tổng thời lượng:               | 7:33       |

## Xếp hạng
| Xếp hạng                        | Vị trí cao nhất |
| ------------------------------- | --------------- |
| Gaon Xếp hạng album hàng tuần   | 2               |
| Gaon Xếp hạng album hàng tháng  | 6               |
| Gaon Xếp hạng album hàng năm    | 64              |
| Oricon Xếp hạng album hàng tuần | 45              |

| Xếp hạng (2013)        | Doanh số |
| ---------------------- | -------- |
| Gaon doanh số vật lý   | 41,133+  |
| Oricon doanh số vật lý | 5,800+   |

| Bài hát          | Vị trí cao nhất |
| Bài hát          | Gaon Chart      |
| ---------------- | --------------- |
| "Number 9"       | 5               |
| "Do You Know Me" | 19              |
| "Hide and Seek"  | 37              |

| Bài hát                | Vị trí cao nhất |
| Bài hát                | Gaon Chart      |
| ---------------------- | --------------- |
| "Because I Know"       | 41              |
| "Hurt"                 | 124             |
| "Don't Get Married"    | 150             |
| "1977 Do You Know Me?" | 176             |

## Lịch sử phát hành
| Quốc gia | Ngày                 | Định dạng                        | Nhãn                         |
| -------- | -------------------- | -------------------------------- | ---------------------------- |
| Toàn cầu | 10 tháng 10 năm 2013 | Tải nhạc số                      | Core Contents Media KT Music |
| Hàn Quốc | 16 tháng 10 năm 2013 | CD                               | Core Contents Media KT Music |
| Hàn Quốc | 4 tháng 12 năm 2013  | CD, Digital download (Repackage) | Core Contents Media KT Music |
| Hàn Quốc | 14 tháng 12 năm 2013 | Digital download (Re-release)    | Core Contents Media KT Music |